# Феас
Феа́с (фр. Féas) — коммуна во Франции, находится в регионе Аквитания. Департамент — Атлантические Пиренеи. Входит в состав кантона Олорон-Сент-Мари-1. Округ коммуны — Олорон-Сент-Мари.
Код INSEE коммуны — 64225.

## География

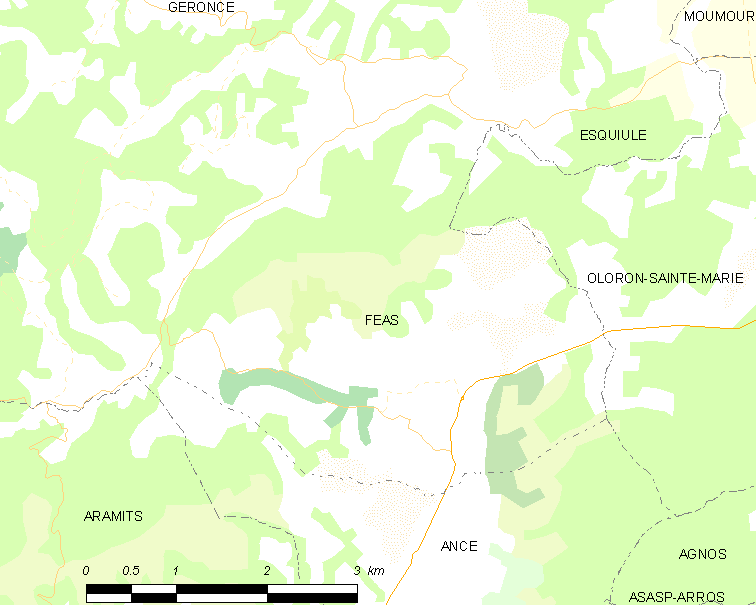
Карта коммуны

Коммуна расположена приблизительно в 680 км к югу от Парижа, в 190 км южнее Бордо, в 31 км к юго-западу от По.
По территории коммуны протекает река Верт.

### Климат
Климат тёплый океанический. Зима мягкая, средняя температура января — от +5°С до +13°С, температуры ниже −10 °C бывают редко. Снег выпадает около 15 дней в году с ноября по апрель. Максимальная температура летом порядка 20-30 °C, выше 35 °C бывает очень редко. Количество осадков высокое, порядка 1100 мм в год. Характерна безветренная погода, сильные ветры очень редки.

## Население
Население коммуны на 2010 год составляло 441 человек.
| 1962 | 1968 | 1975 | 1982 | 1990 | 1999 | 2010 |
| ---- | ---- | ---- | ---- | ---- | ---- | ---- |
| 357  | 327  | 312  | 299  | 404  | 374  | 441  |

## Администрация
| Период | Период | Фамилия           | Партия | Примечания |
| ------ | ------ | ----------------- | ------ | ---------- |
| 1995   | 2014   | Огюст-Люсьен Мона |        |            |
| 2014   | 2020   | Жан-Клод Кост     |        |            |

## Экономика
В 2010 году среди 286 человек трудоспособного возраста (15-64 лет) 206 были экономически активными, 80 — неактивными (показатель активности — 72,0 %, в 1999 году было 76,5 %). Из 206 активных жителей работали 192 человека (100 мужчин и 92 женщины), безработных было 14 (6 мужчин и 8 женщин). Среди 80 неактивных 22 человека были учениками или студентами, 36 — пенсионерами, 22 были неактивными по другим причинам.

## Достопримечательности
- Церковь Св. Варфоломея (XVII век)

## Фотогалерея

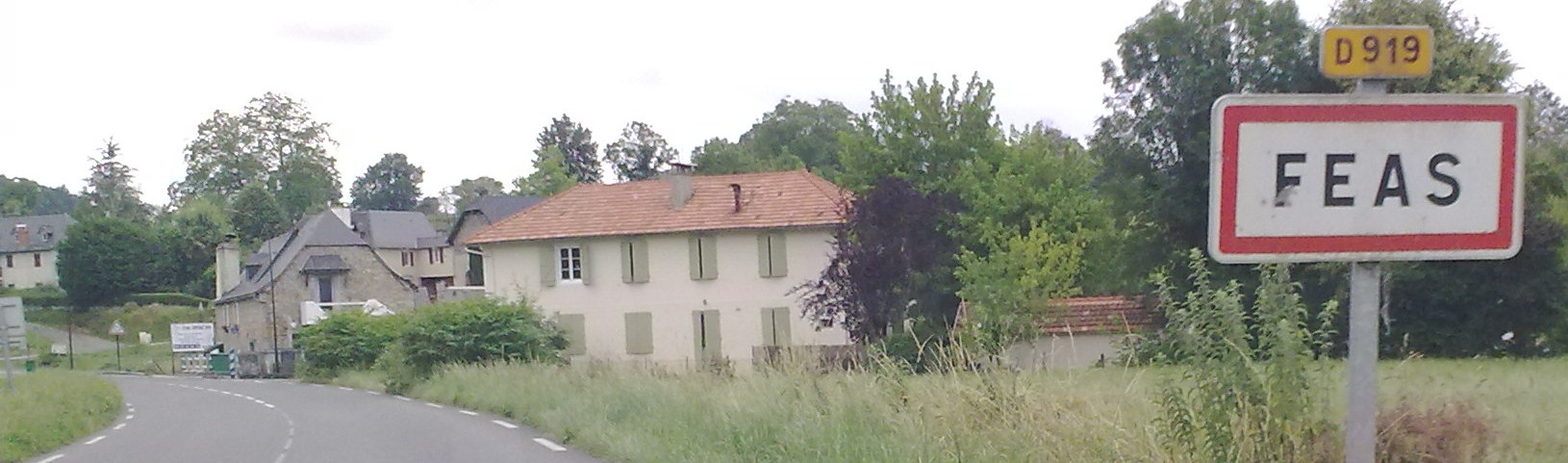
Въезд в Феас
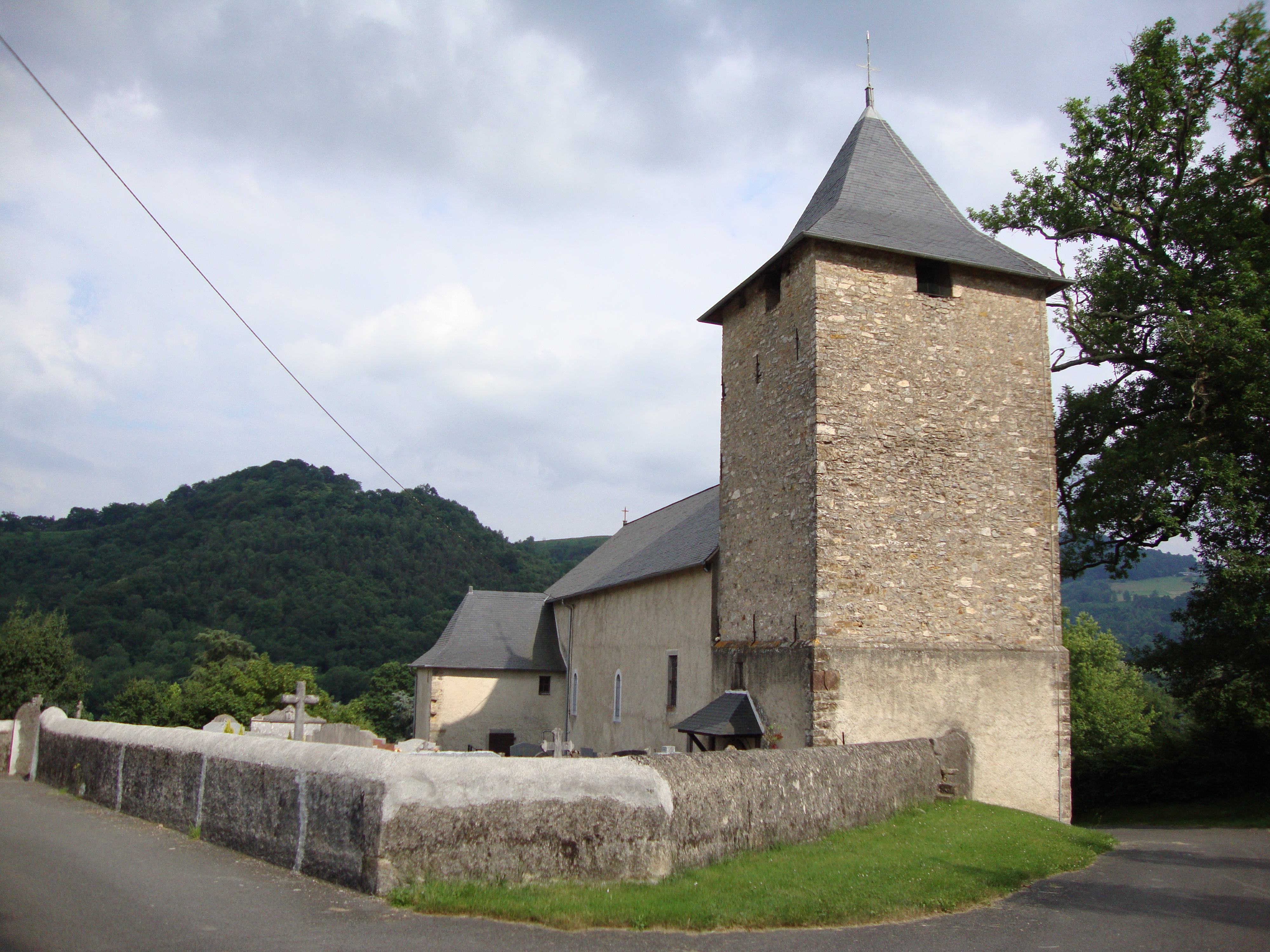
Церковь Св. Варфоломея
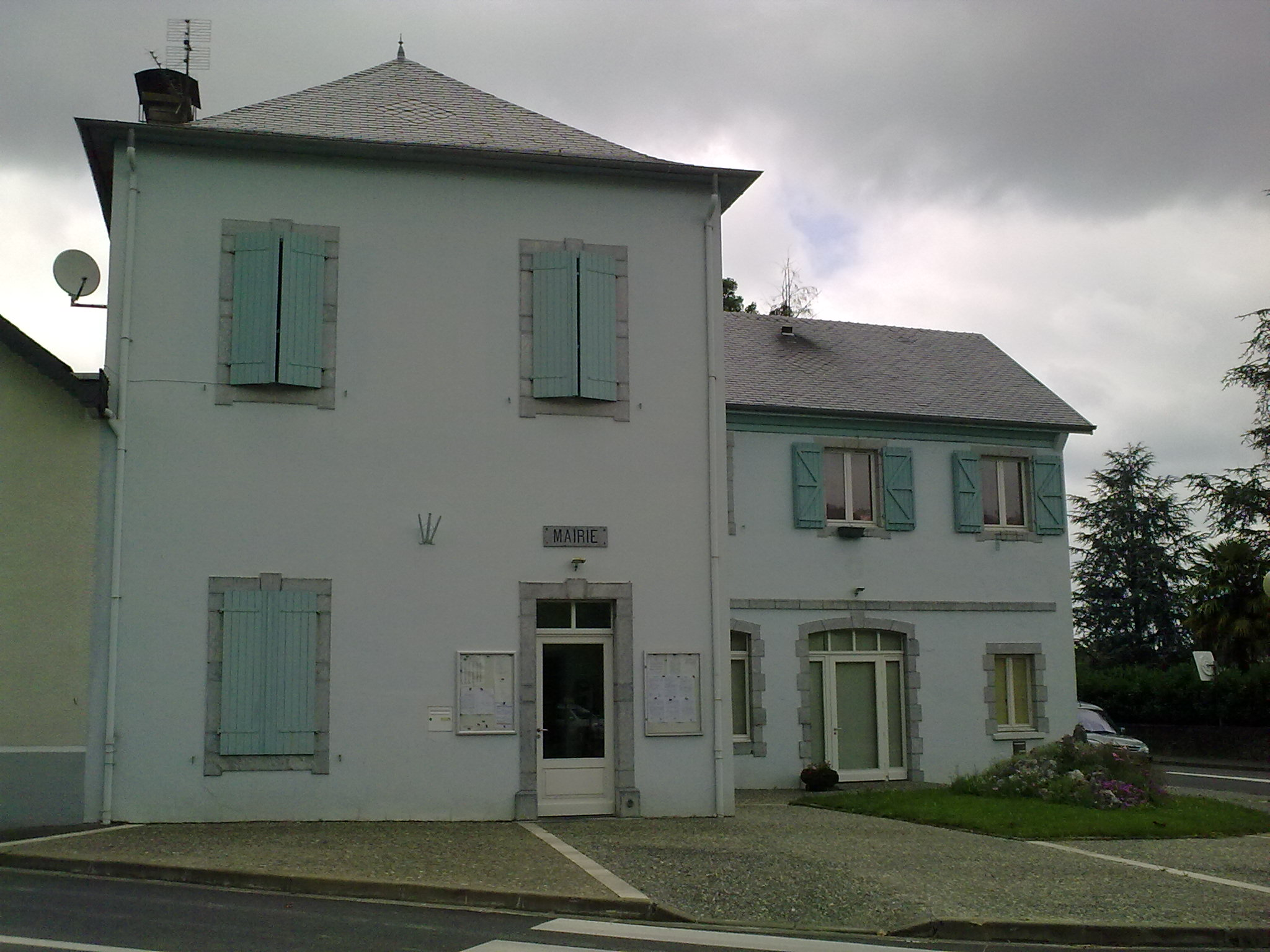
Мэрия
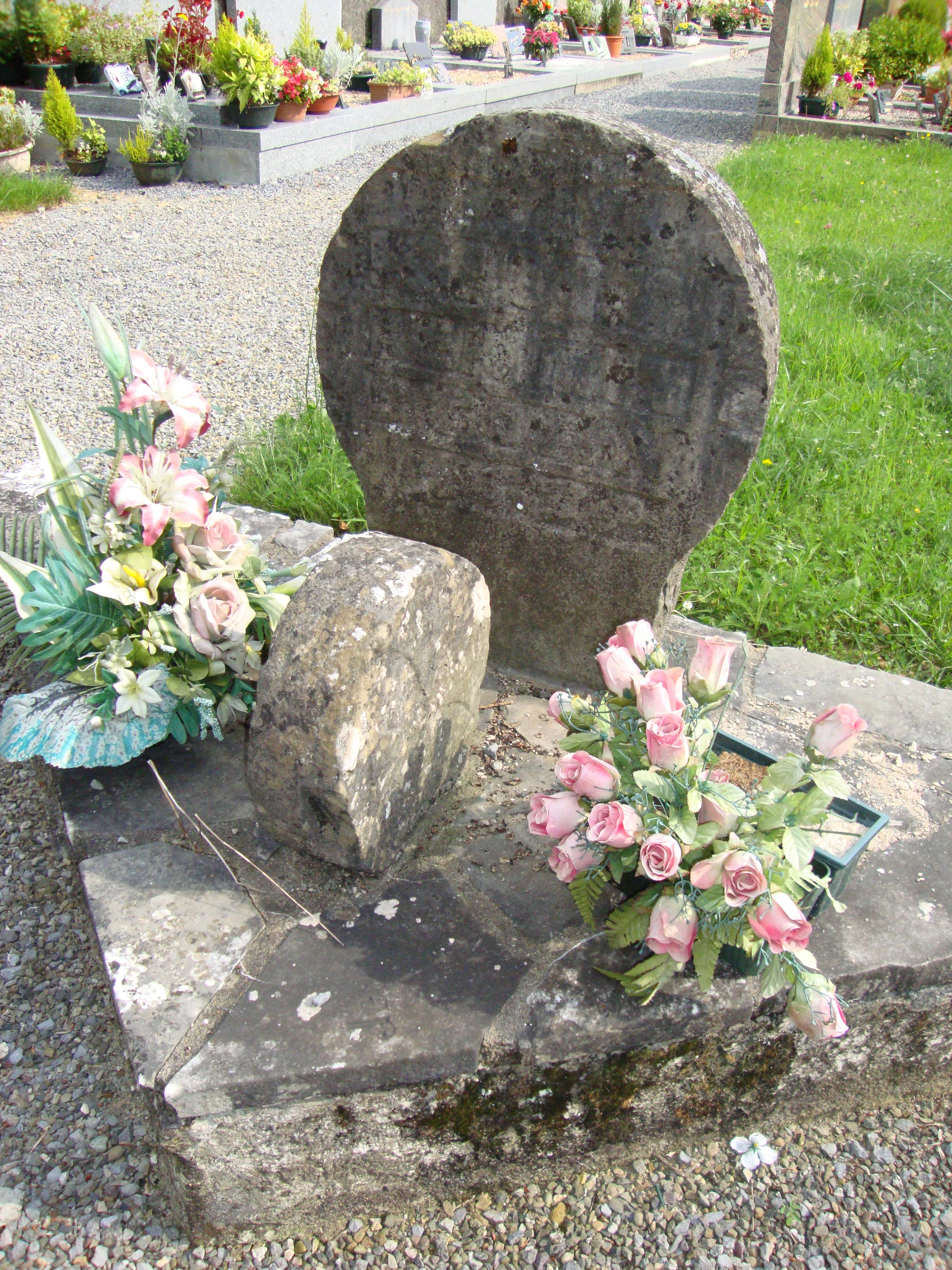
Баскская дискообразная стела
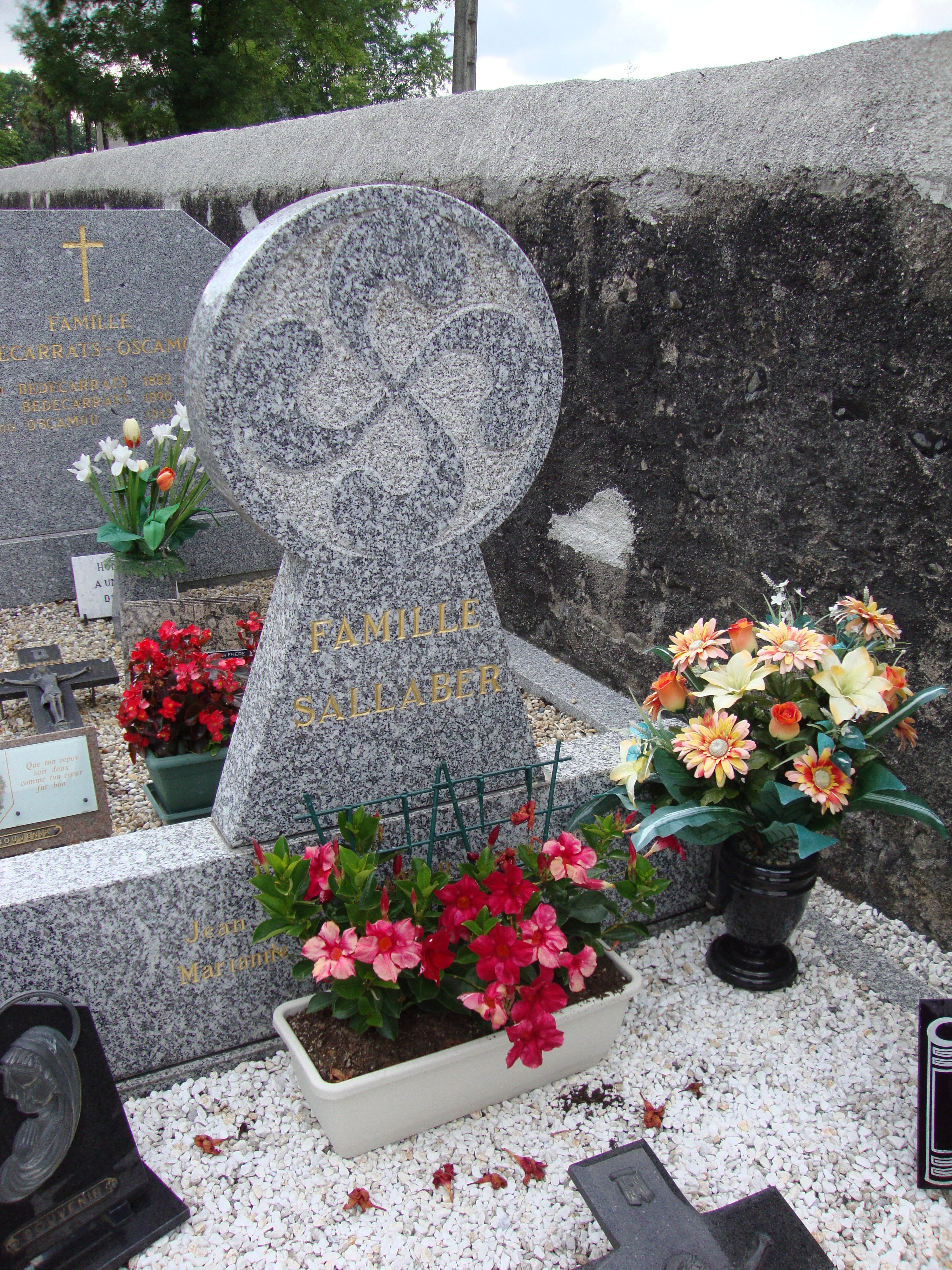
Баскская дискообразная стела
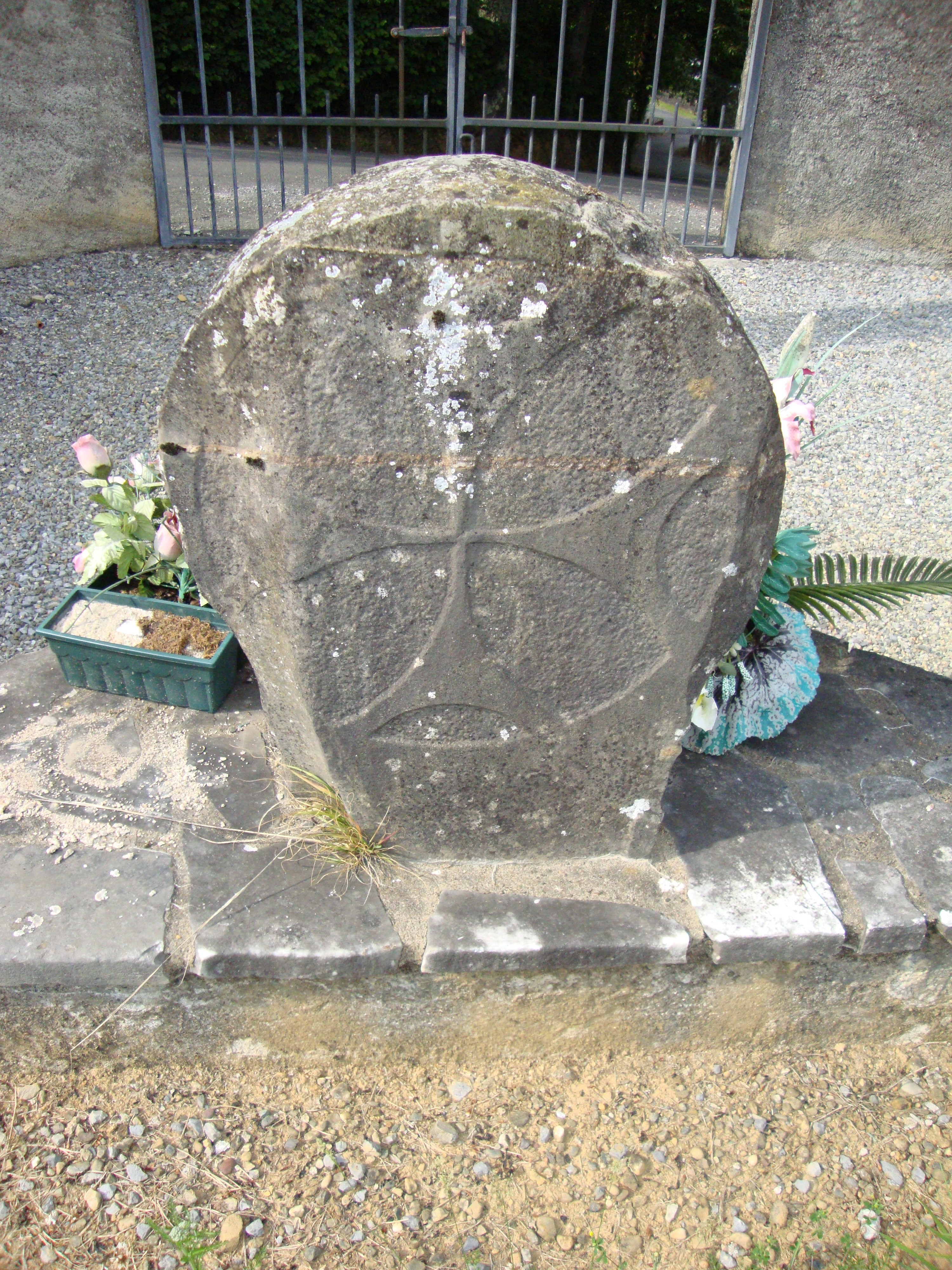
Баскская дискообразная стела
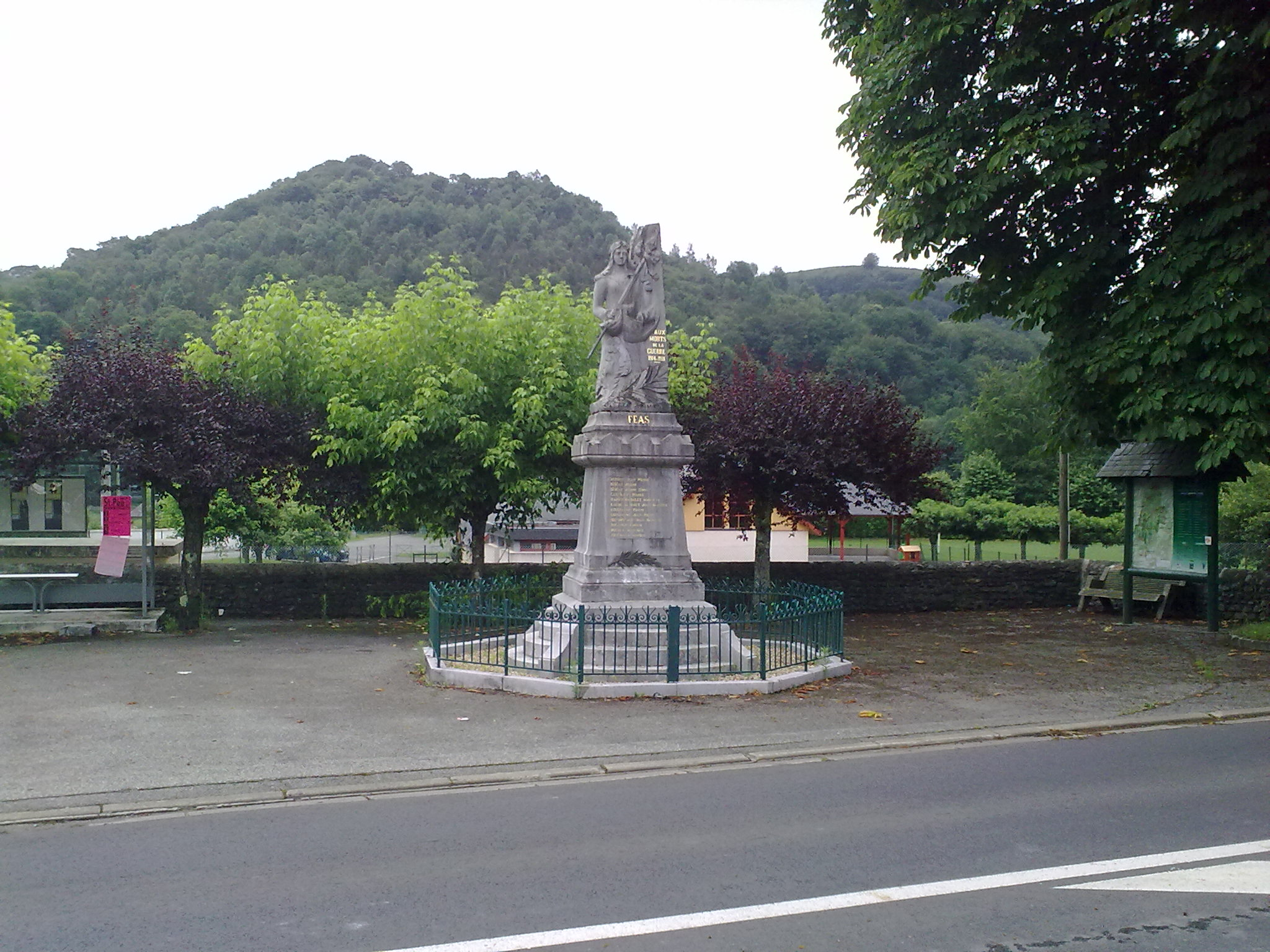
Военный мемориал
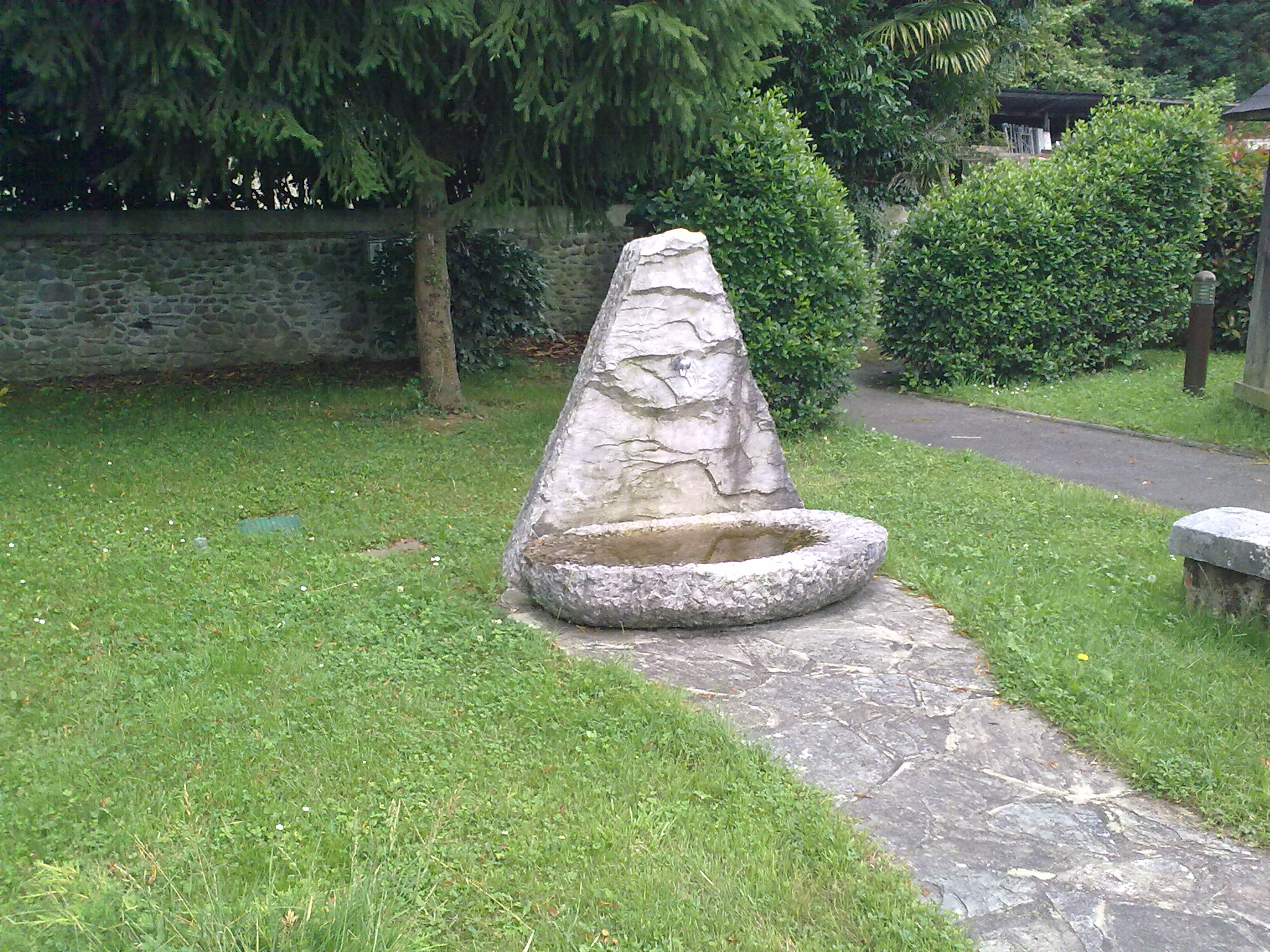
Фонтан